# Lafayette (Minnesota)
Lafayette è un comune degli Stati Uniti d'America, situato nello Stato del Minnesota, nella Contea di Nicollet.